# Matilde Camus
Aurora Matilde Gómez Camus (Santander, 26. rujna 1919. – 28. travnja 2012.), bila je španjolska spisateljica i pjesnikinja.

## Djela
- Voces (1969.).
- Vuelo de estrellas (1969.).
- Manantial de amor (1972.).
- Bestiario poético (1973.).
- Templo del Alba (1974.).
- Siempre amor (1976.).
- Cancionero de Liébana (1977.).
- Corcel en el tiempo (1979.).
- Perfiles (1980.).
- He seguido tus huellas (1981.).
- Testigo de tu marcha (1981.).
- Testimonio (1982.).
- La preocupación de Miguel Ángel (1982.).
- Tierra de palabras (1983.).
- Coral montesino (1983.).
- Raíz del recuerdo (1984.).
- Cristales como enigmas (1985.).
- Sin teclado de fiebre (1986.).
- Santander en mi sentir (1989.).
- Sin alcanzar la luz (1989.).
- El color de mi cristal (1990.).
- Tierra de mi Cantabria (1991.).
- Amor dorado (1993.).
- Ronda de azules (1994.).
- Vuelo de la mente (1995.).
- Reflexiones a medianoche (1996.).
- Mundo interior (1997.).
- Fuerza creativa (1998.).
- Clamor del pensamiento (1999.).
- Cancionero multicolor (1999.).
- La estrellita Giroldina (1999.).
- Prisma de emociones (2000.).
- Vivir, soñar, sentir (2005.).
- Cancionero de Liébana (2006.).
- Motivos alicantinos.

## Vanjske poveznice
- www.matildecamus.com